# 도간 에안
도간 에안(東巌慧安, とうがんえあん、가로쿠嘉禄 원년(1225년 - 겐지建治 3년 11월 3일(1277년 11월 29일))은 일본 가마쿠라 시대(鎌倉時代) 중기의 임제종(臨済宗)의 승려이다. 에안(慧安)은 그의 휘(諱), 도간(東巌)은 도호(道号)이며, 일본 조정으로부터 받은 시호는 굉각선사(宏覚禅師)이다. 일본 하리마국(播磨国) 출신이다.
처음 쇼샤 산(書写山)에서 출가 수계를 받고 천태교학(天台教学)을 배웠으며, 교토(京都)의 센뉴지(泉涌寺)에서도 수학하고 중국 송(宋)으로 건너가고자 쇼카(正嘉) 원년(1257년) 하카타(博多)로 향했으나, 승려 고코 게이넨(悟空敬念)과의 만남을 계기로 그의 가르침에 감명을 받고 임제종(臨済宗)으로 개종하였다. 이후 고코 게이넨을 따라 가마쿠라(鎌倉)로 가서 슈후쿠지(寿福寺)에서 참선하였다. 이후 잠시 고코 게이넨과 함께 교토로 돌아왔으나 곧 가마쿠라로 돌아가 겐초지(建長寺)에서 남송의 승려 올암 보녕(兀庵普寧)의 문하에서 참선하였다. 후에 교토의 깃타(吉田)와 주산(中山)에서 주석하면서 올암이 귀국길에 오르게 되자 도바(鳥羽)에서 그를 전송하였고, 그로부터 법의(法衣) ・ 정상(頂相) ・ 어록(語録)을 받았다. 교토 세이호인(聖護院)의 집사(執事)였던 세이신(静心)으로부터 분에이(文永) 5년(1268년) 교토 이치조 이마테가와(一条今出川)에 쇼덴지(正伝寺)를 열고, 원나라의 일본 원정 무렵에는 이곳에서 조복 기도를 행하기도 하였다. 그러나 교토 히에이 산(比叡山) 주도(衆徒)들의 원한을 사서 쇼덴지가 파괴되자 가마쿠라로 내려가 슈후쿠지의 승려 다이규 슈넨(大休正念)의 소개로 막부(幕府)의 중신 아다치 야스모리(安達泰盛)의 귀의를 받고 가마쿠라 와카에(和賀江)에 후쿠미쓰 산 세이카이지(福光山聖海寺)를 열었다.

## 같이 보기
- 원나라의 일본 원정